# Roland Alphonso
Roland(o) Alphonso, znany również jako The Chief Musician (ur. 12 stycznia 1931 w Hawanie, zm. 20 listopada 1998 w Los Angeles) – jamajski saksofonista i kompozytor, muzyk sesyjny Studia One Clementa „Sir Coxsone’a” Dodda, współzałożyciel i wieloletni członek zespołu The Skatalites; jeden z prekursorów muzyki ska i rocksteady.

## Życiorys
Urodził się w Hawanie (jego ojciec, Bernardo Alphonso, był Kubańczykiem, zaś matka, Gertrude Russell, pochodziła z Jamajki). Gdy miał dwa lata, matka zabrała go na rodzinną wyspę. Początkowo osiedlili się na prowincji w regionie Saint Ann, a po kilku latach przeprowadzili się do mieszkania babci w stolicy kraju, Kingston.
Tam Roland podjął naukę w Stony Hill Industrial School, gdzie od 10. roku życia pobierał pierwsze lekcje muzyki. Mimo iż jego marzeniem była gra na saksofonie, odpowiedzialny za szkolny zespół starszy uczeń ćwiczył go najpierw na pozycji werblisty, następnie zaś trębacza.
Gdy Roland skończył 15 lat, mama zabrała go do jedynego wtedy w mieście profesjonalnego sklepu muzycznego, Montague’s Musique przy Tower Street, gdzie za niebagatelną jak na owe czasy sumę 25 funtów kupiła mu wymarzony instrument. Po latach wspominał, że sprzedawcą który zapakował i wręczył mu saksofon był pracujący wówczas w tym sklepie Sonny Bradshaw, w przyszłości jeden z największych promotorów muzyki jamajskiej na świecie.
Jego pierwszymi idolami byli dwaj wielcy amerykańscy jazzmani-saksofoniści: John Coltrane i Illinois Jacquet. Chcąc pójść w ich ślady, w wieku 17 lat porzucił szkołę, by dołączyć do słynnego jazzowego big-bandu prowadzonego przez Erica Deansa, w którym to swoje kariery rozpoczynało wielu przyszłych ojców nowoczesnych jamajskich brzmień. Grał z Eric Deans Orchestra każde sześć nocy w tygodniu przez około pół roku, jednak zrażony niskimi stawkami za występy i pobłażliwym traktowaniem go przez lidera grupy, porzucił ją na rzecz konkurencyjnego zespołu perkusisty Redvera Cooke’a, The Red Devils Band, z którym występował w hotelach i nocnych klubach w Montego Bay. Jednocześnie dorabiał także w ciągu dnia, wspierając swoją grą prowadzony przez dwóch komików, Edwarda „Bim” Lewisa i Astona „Bam” Wyntera, popularny kabaret objazdowy „Bim & Bam”.
W pierwszej połowie lat 50. Alphonso praktykował w kolejnych jazz bandach, nawiązując przy okazji liczne znajomości z innymi instrumentalistami, z którymi w przyszłości założył prekursorski zespół muzyki ska. W Val Bennett Orchestra poznał Lloyda Knibba i Jerome’a „Jah Jerry” Haynesa, w prowadzonej przez Roya Coburne’a słynnej Blu-Flame Orchestra Tommy’ego McCooka i Dona Drummonda, zaś w zespole Baby Motty – Lestera „Ska” Sterlinga. Tylko z tą ostatnią grupą związał się na dłużej; Baba Motta & His Orchestra grała na stałe w hotelu Myrtle Bank przy Harbour Street w Kingston. Nieopodal, przy Hanover Street 93, mieściło się pierwsze na wyspie studio nagraniowe, założone przez starszego brata Baby, Stanleya Mottę. To właśnie z Motta’s Recording Studio pochodzą pierwsze udokumentowane na płytach winylowych nagrania saksofonisty, na których akompaniuje prekursorom stylu mento takim jak Lord Flea, Lord Fly czy też Lord Tanamo. Natomiast w roku 1954 Sonny Bradshaw (ten sam, którego niegdyś spotkał w sklepie Montague’a) zaprosił go do założonej wspólnie z Lloydem Adamsem supergrupy Big Band All Stars, znanej również jako Jamaican Big Band.
Szybko zdobyta przez młodego muzyka popularność nie mogła ujść uwadze najważniejszego wówczas producenta i łowcy talentów na wyspie, Clementa „Sir Coxsone’a” Dodda, który zaprosił go do tworzonej wokół siebie grupy muzyków sesyjnych; ich sesje rejestrował początkowo w wynajmowanym od Kena Khouriego Federal Studio, zaś od 1962 roku w swoim własnym Studiu One. Pierwsze nagrania saksofonisty dla Sir Coxsone’a zarejestrowane zostały w roku 1956, jednak zaginęły po wysłaniu ich na mastering do Nowego Jorku. Incydent ten nie zakłócił ich dalszej współpracy i wkrótce Alphonso stał się jednym z najwyżej cenionych muzyków pracujących dla Dodda; równocześnie bywał też czasem angażowany przez innych znanych producentów, takich jak Duke Reid, Lloyd „The Matador” Daley czy też Vincent „Randy” Chin. Warto podkreślić, że grał w owym czasie nie tylko na swoim ulubionym saksofonie tenorowym, ale również w razie potrzeby na altowym i barytonowym, a nawet okazjonalnie na flecie.
Pod koniec lat 50. kilkoro pracujących dla Sir Coxsone’a muzyków weszło w skład tworzonego przez kontrabasistę Cluetta Johnsona zespołu Clue J & His Blues Blasters; Alphonso również dołączył do grupy, obok takich wybitnych postaci jak Ernest Ranglin, Rico Rodriguez czy Monty Alexander. Przez wiele lat sądzono, że to on zagrał partię solową na saksofonie tenorowym w utworze pt. „Shuffling Jug”, tradycyjnie uznawanym za pierwszy, w którym pojawia się rytm ska. Spekulacje uciął w jednym z wywiadów sam Dodd, stwierdzając, że w sesji w Federal Studio, podczas której zarejestrował tę piosenkę, uczestniczył nie Alphonso, ale niebędący stałym członkiem Blues Blasters niejaki Sammy Ismay. W międzyczasie Alphonso spróbował swoich sił jako producent, kiedy to wraz z jednym ze swoich przyjaciół (o którym wiadomo tylko tyle, iż był potomkiem chińskich emigrantów i nosił ksywkę „Powie”) założył własną niewielką wytwórnię „Rolando & Powie Records”. Pod tym szyldem wydawali oni single m.in. pionierskiej grupy reggae Toots and The Maytals, wykonawcy muzyki calypso Lorda Creatora czy też początkującego wówczas wokalisty Delroya Wilsona. Po kilku miesiącach wytwórnię odkupił od nich Sir Coxsone, który jeszcze przez parę lat wydawał jej nakładem własne produkcje.
Na przełomie 1962 i 1963 roku lukratywną ofertę pracy złożył mu mieszczący się w Nassau klub Cat & Fiddle; saksofonista zdecydował się przyjąć propozycję, w związku z czym na kilka miesięcy przeprowadził się do stolicy Bahamów. Powrócił na Jamajkę gdy tylko dotarła do niego wieść, że Sir Coxsone tworzy spośród najlepszych swoich muzyków sesyjnych supergrupę The Studio One Orchestra, mającą jeszcze aktywniej wesprzeć jego dopiero co otwarte własne studio nagraniowe. Późną wiosną 1964 roku formacja ta przyjęła swój ostateczny kształt – wśród dziewięciorga tworzących ją instrumentalistów znalazł się także Alphonso – i tak narodzili się The Skatalites, najsłynniejszy zespół ska wszech czasów. Mimo iż istniał on tylko przez niewiele ponad rok, zdołał w tym czasie zrewolucjonizować całą muzykę jamajską.
Jedną z dwóch głównych przyczyn rozpadu The Skatalites (obok aresztowania Dona Drummonda, który w noc sylwestrową 1964/65 zadźgał nożem swoją narzeczoną) był ambicjonalny konflikt pomiędzy Alphonso i Tommym McCookiem – obaj grali na saksofonie tenorowym. Po całkowitym rozłamie grupy, do jakiego doszło w sierpniu 1965 roku, założyli oni dwa konkurencyjne zespoły: McCook – The Supersonics, z którym przeniósł się pod egidę Treasure Isle Records Duke’a Reida, zaś Alphonso – The Soul Brothers (od roku 1967 pod nową nazwą The Soul Vendors), z którym pozostał by nagrywać dla Dodda. Do prowadzonej przez niego grupy zdecydowało się dołączyć trzech spośród nie tak dawnych założycieli The Skatalites: trębacz Johnny „Dizzy” Moore, pianista Jackie Mittoo oraz kontrabasista Lloyd Brevett; skład uzupełniło kilku innych znanych instrumentalistów, jednak z upływem lat zmieniał się on wielokrotnie – sam Alphonso wystąpił jedynie na ich pierwszym albumie, wydanym w roku 1967 przez Coxsone’a Ska-Au-Go-Go.
Od roku 1969 Alphonso podjął pracę w restauracji i nocnym klubie The Ruins w Ocho Rios. Założył tam i prowadził grający na stałe w owym lokalu band The Ruinaires. W roku 1972 doznał udaru mózgu i został hospitalizowany w Saint Ann's Bay. Gdy jego stan pogorszył się w wyniku długotrwałej śpiączki, przetransportowano go do szpitala uniwersyteckiego w stolicy kraju. Tam udało się przywrócić go do zdrowia, ale choroba pozostawiła po sobie ślad w postaci lekkiego niedowładu prawej dłoni, co skłoniło saksofonistę do zawieszenia kariery. Po okresie rekonwalescencji zdecydował się on sprzedać swój dom przy Waltham Crescent w Kingston i wraz z rodziną wyemigrował do Stanów Zjednoczonych. Mimo to w roku 1973 Sir Coxsone z powodzeniem wydał drugą płytę długogrającą sygnowaną jego nazwiskiem, The Best of Rolando Alphanso (błąd w nazwisku poprawiono dopiero w reedycji na CD), a dwa lata później kolejną – King of Sax. Oba te krążki były kompilacjami tych nagrań zarejestrowanych przez Dodda, na których dominują popisowe partie solowe saksofonisty.
Mieszkając w latach 70. w Nowym Jorku Alphonso występował okazjonalnie z bandem Jah Malla, założonym przez jego syna Noela, grającego na perkusji. Tymczasem w roku 1975 większość dawnych członków założycieli The Skatalites, a wśród nich Alphonso, zebrało się na pierwszej od niemal dekady wspólnej sesji, której efekty usłyszeć możemy na „solowym” albumie Brevetta African Roots. Była to niejako zapowiedź reaktywacji zespołu, do której faktycznie doszło wstępnie na przełomie czerwca i lipca 1983 roku (pamiętny koncert na festiwalu Reggae Sunsplash w Montego Bay), a na stałe w roku 1986. Alphonso, który w międzyczasie wydał swój drugi solowy album Roll On, dołączał do składu formacji dość nieregularnie – zabrakło go m.in. podczas nagrywania pierwszego albumu studyjnego po wznowieniu działalności grupy Ska Voovee (1993). Zagrał natomiast na obu krążkach nominowanych swego czasu do nagrody Grammy w kategorii najlepszy album reggae: Hi-Bop Ska! (1994) i Greetings from Skamania (1996). Ostatnią płytą The Skatalites, na której można usłyszeć jego grę, jest nagrywana w marcu 1997 roku, a wydana rok później przez Island Records Ball of Fire, zawierająca covery największych przebojów zespołu z lat 60.
W maju 1998 roku na niewydolność serca będącą skutkiem powikłań po ciężkim zapaleniu płuc zmarł McCook. Już bez niego, 2 listopada The Skatalites grali koncert w hollywoodzkim Key Clubie. Występ przerwało nagle omdlenie Alphonso, który przewrócił się na scenę tuż po tym, jak skończył grać swoją solową partię w drugim tego wieczora utworze grupy. Jak się okazało, stracił przytomność wskutek wylewu krwi do mózgu. Został natychmiast przetransportowany do specjalistycznego szpitala Cedars-Sinai Medical Center w Los Angeles, gdzie jego stan zdawał się poprawiać. Niespodziewanie, 17 listopada doznał jednak drugiego wylewu i po czterech dniach spędzonych w śpiączce, rodzina zadecydowała o odłączeniu go od aparatury podtrzymującej życie. Pozostawił żonę Hermine (byli małżeństwem od roku 1960) oraz szóstkę dzieci: Noela, Dennisa, Barry’ego, Rolando Jr.-a, Pauline i Michelle. Jego pogrzeb odbył się 27 listopada na lokalnym cmentarzu na Brooklynie. W ceremonii udział wzięło wielu jego przyjaciół ze sceny muzycznej, którzy oddali mu ostatni hołd poprzez swoją grę („skatalitesi” Lester Sterling, Will Clark, Kevin Batchelor i Clark Gayton, a także niezwiązany z zespołem saksofonista Jerry Johnson) oraz śpiew (Doreen Shaffer, Anthony „Rocky” Ellis, J.D. Smoothe).

## Dyskografia

### Albumy solowe i kompilacje
- Strictly For You: Sir Coxson Selects... While Roland Alphonso Plays Ska (1965, Studio One)
- The Best of Rolando Alphanso (1973, Studio One)
- King of Sax (1975, Studio One)
- Brighter Shade of Roots (1982, Imperial Records)
- Roll On (1984, Wackie’s Records)
- Something Special: Ska Hot Shots (2000, Heartbeat Records)

### Jako Rolando Alphonso & The Soul Brothers
- Ska-Au-Go-Go (1967, Studio One)